# Experience
Experience – плавуча установка з регазифікації та зберігання зрідженого природного газу (Floating storage and regasification unit, FSRU), споруджена для компанії Excelerate Energy.

## Загальна інформація
Починаючи з 2005-го року Excelerate Energy створила найбільший в світі флот FSRU, при цьому її дев’ятим судном такого типу стало Experience. Останнє завершили у 2014-му на південнокорейській верфі  Daewoo Shipbuilding&Marine Engineering в Кодже. 
Розміщена на борту регазифікаційна установка здатна видавати 28 млн м3 на добу, а зберігання ЗПГ відбувається у резервуарах загальним об’ємом 173400 м3. За необхідності, судно може використовуватись як звичайний ЗПГ-танкер.

## Служба судна
В 2012-му бразильська компанія Petrobras вирішилі підсилити можливості терміналу Гуанабара та законтрактувала для нього FSRU Experience. Оскільки остання ще знаходилась на стадії спорудження, у грудні 2012-го до Ріо-де-Жанейро прибула інша установка тієї ж компанії FSRU Exquisite, яка обслуговувала термінал до травня 2014-го. 6 травня 2014-го Experience увійшла до затоки Гуанабара та за дев’ять діб розпочала операції.
За кілька років на півдні Бразилії почало випадати більше дощів, що означало додаткову виробітку ГЕС з одночасним зменшенням потреби у імпорті ЗПГ. Як наслідок, в червні 2016-го FSRU Experience відправили на розташований за понад 2 тисячі кілометрів північніше термінал ЗПГ у Печемі (штат Сеара), звідки до Гуанабари перевели менш потужну установку Golar Spirit. Втім, FSRU Experience могла полишати Печем, наприклад, на осінь 2017-го запланували доковий ремонт установки Golar Winter, яка працювала на терміналі ЗПГ у штаті Баїя, і на цей час її мала підмінити саме FSRU Experience.
У лютому 2019-го FSRU Experience перевели до Баїї на більш тривалій основі, при цьому здійснили рокіровку установок, відправивши Golar Winter до Печему. Взимку 2020-го FSRU Experience пройшла ремонт на іспанській верфі Navantia у Фене, звідки відплила на початку лютого.
Невдовзі Petrobras на виконання угоди із антимономпольними органами оголосила тендер на передачу терміналу у Баїї в довгострокову оренду (при цьому переможець повинен був самостійно залучити плавучу установку). Хоча станом на осінь 2020-го існували певні проблемі із завершенням тендеру, проте Petrobras у вересні 2020-го вже перевела Experience до Гуанабари. Тут у жовтні 2020-го судно здійснило випробування, які засвідчили здатність терміналу після модернізації його споруд приймати 28 млн м3 регазифікованої продукції на добу (до того пропускна здатність цього об’єкту рахувалась як 20 млн м3, що було менше можливостей FSRU Experience).